# 1996 a jogalkotásban
1996-ban az alábbi jogszabályokat alkották meg:

## Magyarország (Forrás:Magyar Közlöny)

### Törvények
- 1996. évi I. törvény 	 a rádiózásról és televíziózásról
- 1996. évi II. törvény 	 a Magyar Köztársaság és a Pakisztáni Iszlám Köztársaság között a kettős adóztatás elkerülésére a jövedelemadók területén Islamabadban, 1992. február 24. napján aláírt Egyezmény kihirdetéséről
- 1996. évi III. törvény 	 a Magyar Köztársaság és az Európai Beruházási Bank között, a pénzügyi együttműködésről szóló keretmegállapodás kihirdetéséről
- 1996. évi IV. törvény 	 a Magyar Köztársaság Kormánya és a Svájci Szövetségi Tanács között, személyeknek az államhatáron történő átadásáról és átvételéről szóló Egyezmény kihirdetéséről
- 1996. évi V. törvény 	 a Magyar Köztársaság Kormánya és az Osztrák Köztársaság Kormánya között, személyeknek a közös államhatáron történő átvételéről szóló Egyezmény kihirdetéséről
- 1996. évi VI. törvény 	 a Magyar Köztársaságban élő szlovén nemzeti kisebbség és a Szlovén Köztársaságban élő magyar nemzeti közösség különjogainak biztosításáról szóló, Ljubljanában, 1992. november 6-án aláírt Egyezmény kihirdetéséről
- 1996. évi VII. törvény 	 a Magyar Köztársaság Kormánya, valamint a Cseh Köztársaság Kormánya között, személyeknek az államhatáron történő átadásáról-átvételéről szóló Egyezmény kihirdetéséről
- 1996. évi VIII. törvény 	 a Magyar Köztársaság Kormánya és a Szlovák Köztársaság Kormánya között, személyeknek a közös államhatáron történő átadásáról és átvételéről szóló Egyezmény kihirdetéséről
- 1996. évi IX. törvény 	 a Magyar Köztársaság Kormánya, valamint a Lengyel Köztársaság Kormánya között, a jogellenesen tartózkodó személyek államhatáron történő átadásáról-átvételéről szóló Egyezmény kihirdetéséről
- 1996. évi X. törvény 	 a közúti közlekedésről szóló 1988. évi I. törvény módosításáról
- 1996. évi XI. törvény 	 a személyi jövedelemadóról szóló 1995. évi CXVII. törvény módosításáról
- 1996. évi XII. törvény 	 a pénzintézetekről és a pénzintézeti tevékenységről szóló, többször módosított 1991. évi LXIX. törvény módosításáról
- 1996. évi XIII. törvény 	 a békéltetésről és a választottbíráskodásról az Európai Biztonsági és Együttműködési Értekezlet keretében, Stockholmban, 1992. december 15-én létrejött Egyezmény és az Egyezmény 13. Cikke alapján létrehozott Pénzügyi Jegyzőkönyv kihirdetéséről
- 1996. évi XIV. törvény 	 a társadalombiztosítás pénzügyi alapjainak 1996. évi költségvetéséről
- 1996. évi XV. törvény 	 az Önkéntes Kölcsönös Biztosító Pénztárakról szóló 1993. évi XCVI. törvény módosításáról
- 1996. évi XVI. törvény 	 a Munka Törvénykönyvéről szóló 1992. évi XXII. törvény módosításáról
- 1996. évi XVII. törvény 	 a Büntető Törvénykönyvről szóló 1978. évi IV. törvény módosításáról
- 1996. évi XVIII. törvény 	 a Magyar Köztársaság és a Svájci Államszövetség között, Budapesten, 1992. december 17-én aláírt választottbírósági és békéltetési Szerződés kihirdetéséről
- 1996. évi XIX. törvény 	 a társadalombiztosításról szóló 1975. évi II. törvény módosításáról
- 1996. évi XX. törvény 	 a személyazonosító jel helyébe lépő azonosítási módokról és az azonosító kódok használatáról
- 1996. évi XXI. törvény 	 a területfejlesztésről és a területrendezésről
- 1996. évi XXII. törvény 	 az egyes szociális ellátásokkal kapcsolatos törvények módosításáról
- 1996. évi XXIII. törvény 	 a volt egyházi ingatlanok tulajdoni helyzetének rendezéséről szóló 1991. évi XXXII. törvény módosításáról
- 1996. évi XXIV. törvény 	 az egyes nyugdíjak felülvizsgálatáról, illetőleg egyes nyugdíj-kiegészítések megszüntetéséről szóló 1991. évi XII. törvény módosításáról
- 1996. évi XXV. törvény 	 a helyi önkormányzatok adósságrendezési eljárásáról
- 1996. évi XXVI. törvény 	 a Magyar Köztársaság Polgári Törvénykönyve egyes rendelkezéseinek módosításáról
- 1996. évi XXVII. törvény 	 az adózás rendjéről szóló 1990. évi XCI. törvény módosításáról
- 1996. évi XXVIII. törvény 	 a közalkalmazottak jogállásáról szóló 1992. évi XXXIII. törvény módosításáról
- 1996. évi XXIX. törvény 	 a Nemzeti Kulturális Alapról szóló 1993. évi XXIII. törvény módosításáról
- 1996. évi XXX. törvény 	 a Honfoglalás 1100. Évfordulójának Emléknapjáról
- 1996. évi XXXI. törvény 	 a tűz elleni védekezésről, a műszaki mentésről és a tűzoltóságról
- 1996. évi XXXII. törvény 	 a szövetkezetekről szóló 1992. évi I. törvény módosításáról
- 1996. évi XXXIII. törvény 	 a jövedéki szabályozásról és ellenőrzésről, valamint a bérfőzési szeszadóról szóló 1993. évi LVIII. törvény módosításáról
- 1996. évi XXXIV. törvény 	 a Magyar Köztársaság Kormánya és az Amerikai Egyesült Államok Kormánya között a minősített katonai információk védelme tárgyában Washingtonban, 1995. május 16-án aláírt Biztonsági Egyezmény megerősítéséről és kihirdetéséről
- 1996. évi XXXV. törvény 	 a Magyar Köztársaság Kormánya és a Németországi Szövetségi Köztársaság Kormánya között a minősített információk kölcsönös védelme tárgyában Budapesten, 1995. október 25-én aláírt Egyezmény megerősítéséről és kihirdetéséről
- 1996. évi XXXVI. törvény 	 a Magyar Köztársaság Kormánya és a Svéd Királyság Kormánya között a katonai minősített adatok védelme tárgyában Budapesten, 1995. október 13-án aláírt Egyezmény megerősítéséről és kihirdetéséről
- 1996. évi XXXVII. törvény 	 a polgári védelemről
- 1996. évi XXXVIII. törvény 	 a nemzetközi bűnügyi jogsegélyről
- 1996. évi XXXIX. törvény 	 a volt Jugoszlávia területén elkövetett, a nemzetközi humanitárius jogot súlyosan sértő cselekmények megbüntetésére létrehozott Nemzetközi Törvényszék Alapokmányából fakadó kötelezettségek végrehajtásáról
- 1996. évi XL. törvény 	 a társadalombiztosítás pénzügyi alapjai 1994. évi költségvetésének végrehajtásáról
- 1996. évi XLI. törvény 	 a Magyar Köztársaság 1996. évi költségvetéséről szóló 1995. évi CXXI. törvény módosításáról
- 1996. évi XLII. törvény 	 a Magyar Köztársaság Polgári Törvénykönyvéről szóló 1959. évi IV. törvény módosításáról
- 1996. évi XLIII. törvény 	 a fegyveres szervek hivatásos állományú tagjainak szolgálati viszonyáról
- 1996. évi XLIV. törvény 	 a hadköteles katonák szolgálati viszonyáról
- 1996. évi XLV. törvény 	 a katonai és rendvédelmi felsőoktatási intézmények vezetőinek, oktatóinak és hallgatóinak jogállásáról
- 1996. évi XLVI. törvény 	 a helyi önkormányzatok 1996. évi új induló címzett támogatásáról
- 1996. évi XLVII. törvény 	 a társadalombiztosítás önkormányzati igazgatásáról szóló 1991. évi LXXXIV. törvény módosításáról
- 1996. évi XLVIII. törvény 	 a közraktározásról
- 1996. évi XLIX. törvény 	 a postáról szóló 1992. évi XLV. törvény módosításáról
- 1996. évi L. törvény 	 a helyi önkormányzatokról szóló 1990. évi LXV. törvény módosításáról és kiegészítéséről
- 1996. évi LI. törvény 	 a Magyar Köztársaság kitüntetéseiről szóló 1991. évi XXXI. törvény módosításáról
- 1996. évi LII. törvény 	 a Büntető Törvénykönyvről szóló 1978. évi IV. törvény módosításáról
- 1996. évi LIII. törvény 	 a természet védelméről
- 1996. évi LIV. törvény 	 az erdőről és az erdő védelméről, egységes szerkezetben a végrehajtásáról szóló 29/1997. (IV. 30.) FM rendelettel
- 1996. évi LV. törvény 	 a vad védelméről, a vadgazdálkodásról, valamint a vadászatról, egységes szerkezetben a végrehajtásáról szóló 79/2004. (V. 4.) FVM rendelettel
- 1996. évi LVI. törvény 	 Nagy Imre mártírhalált halt magyar miniszterelnök és mártírtársai emlékének törvénybe iktatásáról
- 1996. évi LVII. törvény 	 a tisztességtelen piaci magatartás és a versenykorlátozás tilalmáról
- 1996. évi LVIII. törvény 	 a tervező- és szakértő mérnökök, valamint építészek szakmai kamaráiról
- 1996. évi LIX. törvény 	 az öregségi nyugdíjkorhatár emeléséről és az ezzel összefüggő törvénymódosításokról
- 1996. évi LX. törvény 	 az egyes köztartozások behajtásával összefüggő törvények módosításáról
- 1996. évi LXI. törvény 	 a felsőoktatásról szóló 1993. évi LXXX. törvény módosításáról
- 1996. évi LXII. törvény 	 a közoktatásról szóló 1993. évi LXXIX. törvény módosításáról
- 1996. évi LXIII. törvény 	 az egészségügyi ellátási kötelezettségről és a területi finanszírozási normatívákról
- 1996. évi LXIV. törvény 	 a sportról
- 1996. évi LXV. törvény 	 az egyes sportcélú ingatlanok tulajdoni helyzetének rendezéséről
- 1996. évi LXVI. törvény 	 az adóazonosító jel, a Társadalombiztosítási Azonosító Jel és a személyi azonosító használatával kapcsolatos törvények módosításáról
- 1996. évi LXVII. törvény 	 az egyes fontos tisztségeket betöltő személyek ellenőrzéséről szóló 1994. évi XXIII. törvény módosításáról
- 1996. évi LXVIII. törvény 	 a Magyar Köztársaság és a Szlovén Köztársaság között 1994. április 6-án, Ljubljanában aláírt Szabadkereskedelmi Megállapodás kihirdetéséről szóló 1994. évi XCVII. törvény hatályon kívül helyezéséről
- 1996. évi LXIX. törvény 	 a gazdasági stabilizációt szolgáló egyes törvénymódosításokról szóló 1995. évi XLVIII. törvény módosításáról
- 1996. évi LXX. törvény 	 az Európa Tanács kiváltságairól és mentességeiről szóló, Párizsban, 1949. szeptember 2-án kelt Általános Megállapodás második, negyedik, ötödik számú kiegészítő jegyzőkönyveinek, valamint az Emberi Jogok Európai Bizottsága és Bírósága eljárásaiban részt vevő személyekre vonatkozó, Londonban, 1969. május 6-án kelt Európai Megállapodásnak a kihirdetéséről
- 1996. évi LXXI. törvény 	 a nemzeti és etnikai kisebbségek jogairól szóló 1993. évi LXXVII. törvény módosításáról
- 1996. évi LXXII. törvény 	 a helyi önkormányzatokról szóló 1990. évi LXV. törvény módosításáról
- 1996. évi LXXIII. törvény 	 a Magyar Köztársaság Kormánya, valamint a Szlovén Köztársaság Kormánya között, személyeknek a közös államhatáron történő átvételéről szóló, Ljubljanában, 1992. október 20-án aláírt Egyezmény kihirdetéséről
- 1996. évi LXXIV. törvény 	 a Magyar Köztársaság minisztériumainak felsorolásáról szóló 1990. évi XXX. törvény módosításáról
- 1996. évi LXXV. törvény 	 a munkaügyi ellenőrzésről
- 1996. évi LXXVI. törvény 	 a földmérési és térképészeti tevékenységről
- 1996. évi LXXVII. törvény 	 a szakképzési hozzájárulásról és a szakképzés fejlesztésének támogatásáról
- 1996. évi LXXVIII. törvény 	 a Magyar Köztársaság 1996. évi költségvetéséről szóló 1995. évi CXXI. törvény módosításáról
- 1996. évi LXXIX. törvény 	 a Magyar Köztársaság Kormánya és Románia Kormánya között az EBESZ 1994. évi Bécsi Dokumentumát kiegészítő bizalom- és biztonságerősítő intézkedésekről és a katonai kapcsolatok fejlesztéséről szóló, Aradon, 1996. szeptember 6-án aláírt Megállapodás megerősítéséről és kihirdetéséről
- 1996. évi LXXX. törvény 	 az általános forgalmi adóról szóló 1992. évi LXXIV. törvény módosításáról
- 1996. évi LXXXI. törvény 	 a társasági adóról és az osztalékadóról
- 1996. évi LXXXII. törvény 	 a fogyasztási adóról és a fogyasztói árkiegészítésről szóló 1991. évi LXXVIII. törvény módosításáról
- 1996. évi LXXXIII. törvény 	 a személyi jövedelemadóról szóló 1995. évi CXVII. törvény módosításáról
- 1996. évi LXXXIV. törvény 	 a jövedéki szabályozásról és ellenőrzésről, valamint a bérfőzési szeszadóról szóló 1993. évi LVIII. törvény módosításáról
- 1996. évi LXXXV. törvény 	 az illetékekről szóló 1990. évi XCIII. törvény módosításáról, valamint a hiteles tulajdonilap-másolat igazgatási szolgáltatási díjáról
- 1996. évi LXXXVI. törvény 	 az adózás rendjéről szóló 1990. évi XCI. törvény módosításáról
- 1996. évi LXXXVII. törvény 	 a társadalombiztosításról szóló 1975. évi II. törvény módosításáról
- 1996. évi LXXXVIII. törvény 	 az egészségügyi hozzájárulásról
- 1996. évi LXXXIX. törvény 	 az egészségügyi természetbeni ellátások finanszírozásának változásával összefüggő törvénymódosításokról
- 1996. évi XC. törvény 	 az Egészségbiztosítási Alapból gyógyító-megelőző ellátásokra fordítható kiadások átmeneti szabályozásáról
- 1996. évi XCI. törvény 	 a Magyar Köztársaság és az Albán Köztársaság között a kettős adóztatás elkerülésére a jövedelem- és a vagyonadók területén Tiranában, 1992. november 14-én aláírt Egyezmény kihirdetéséről
- 1996. évi XCII. törvény 	 a Magyar Köztársaság és a Bolgár Köztársaság között a kettős adóztatás elkerülésére a jövedelem- és a vagyonadók területén Budapesten, 1994. június 8-án aláírt Egyezmény kihirdetéséről
- 1996. évi XCIII. törvény 	 a Magyar Köztársaság és a Cseh Köztársaság között a kettős adóztatás elkerülésére az adóztatás kijátszásának megakadályozására a jövedelem- és a vagyonadók területén Prágában, 1993. január 14-én aláírt Egyezmény kihirdetéséről
- 1996. évi XCIV. törvény 	 a Magyar Köztársaság és Kanada között a kölcsönös bűnügyi jogsegélyről szóló, Budapesten, az 1995. év december hónapjának 7. napján aláírt szerződés kihirdetéséről
- 1996. évi XCV. törvény 	 a Magyar Köztársaság és a Lengyel Köztársaság között a kettős adóztatás elkerülésére és az adóztatás kijátszásának megakadályozására a jövedelem- és a vagyonadók területén Budapesten, 1992. szeptember 23-án aláírt Egyezmény kihirdetéséről
- 1996. évi XCVI. törvény 	 a Magyar Köztársaság és a Lengyel Köztársaság között a beruházások kölcsönös elősegítéséről és védelméről Budapesten, 1992. szeptember 23-án aláírt Megállapodás kihirdetéséről
- 1996. évi XCVII. törvény 	 a Magyar Köztársaság és Malaysia között a beruházások elősegítéséről és védelméről Kuala Lumpurban, 1993. február 19-én aláírt Megállapodás kihirdetéséről
- 1996. évi XCVIII. törvény 	 a Magyar Köztársaság és a Paraguayi Köztársaság között a beruházások elősegítéséről és kölcsönös védelméről Asunciónban, 1993. augusztus 11-én aláírt Megállapodás kihirdetéséről
- 1996. évi XCIX. törvény 	 a Magyar Köztársaság és Románia között a kettős adóztatás elkerülésére és az adóztatás kijátszásának megakadályozására a jövedelem- és a vagyonadók területén Bukarestben, 1993. szeptember 16-án aláírt Egyezmény kihirdetéséről
- 1996. évi C. törvény 	 a Magyar Köztársaság és a Szlovák Köztársaság között a kettős adóztatás elkerülésére és az adóztatás kijátszásának megakadályozására a jövedelem- és a vagyonadók területén Pozsonyban, 1994. augusztus 5-én aláírt Egyezmény kihirdetéséről
- 1996. évi CI. törvény 	 a Magyar Köztársaság és a Török Köztársaság között a kettős adóztatás elkerülésére a jövedelemadók területén Budapesten, 1993. március 10-én aláírt Egyezmény kihirdetéséről
- 1996. évi CII. törvény 	 a Magyar Köztársaság és a Vietnami Szocialista Köztársaság között a kettős adóztatás elkerülésére és az adóztatás kijátszásának megakadályozására a jövedelemadók területén Budapesten, 1994. augusztus 26-án aláírt Egyezmény kihirdetéséről
- 1996. évi CIII. törvény 	 a Magyar Köztársaság és a Vietnami Szocialista Köztársaság között a beruházások előmozdításáról és kölcsönös védelméről Budapesten, 1994. augusztus 26-án aláírt Megállapodás kihirdetéséről
- 1996. évi CIV. törvény 	 a Magyar Köztársaság és a Bolgár Köztársaság között a beruházások kölcsönös ösztönzéséről és védelméről Budapesten, 1994. június 8-án aláírt Megállapodás kihirdetéséről
- 1996. évi CV. törvény 	 a Magyar Köztársaság és a Cseh Köztársaság között a beruházások ösztönzéséről és kölcsönös védelméről Prágában, 1993. január 14-én aláírt Megállapodás kihirdetéséről
- 1996. évi CVI. törvény 	 a fegyveres szervek hivatásos állományú tagjainak szolgálati viszonyáról szóló 1996. évi XLIII. törvény módosításáról
- 1996. évi CVII. törvény 	 a foglalkoztatás elősegítéséről és a munkanélküliek ellátásáról szóló 1991. évi IV. törvény módosításáról
- 1996. évi CVIII. törvény 	 az állam- és közbiztonságról szóló 1974. évi 17. törvényerejű rendelet módosításáról
- 1996. évi CIX. törvény 	 a Magyar Köztársaság 1995. évi költségvetésének végrehajtásáról
- 1996. évi CX. törvény 	 a társadalombiztosítás pénzügyi alapjai 1995. évi költségvetésének végrehajtásáról
- 1996. évi CXI. törvény 	 az értékpapírok forgalomba hozataláról, a befektetési szolgáltatásokról és az értékpapír-tőzsdéről
- 1996. évi CXII. törvény 	 a hitelintézetekről és a pénzügyi vállalkozásokról
- 1996. évi CXIII. törvény 	 a lakástakarékpénztárakról
- 1996. évi CXIV. törvény 	 az Állami Pénz- és Tőkepiaci Felügyeletről
- 1996. évi CXV. törvény 	 a számvitelről szóló 1991. évi XVIII. törvény módosításáról
- 1996. évi CXVI. törvény 	 az atomenergiáról
- 1996. évi CXVII. törvény 	 a Magyar Köztársaság 1996. évi költségvetéséről szóló 1995. évi CXXI. törvény módosításáról
- 1996. évi CXVIII. törvény 	 a Magyar Köztársaság 1996. évi költségvetéséről szóló – többször módosított – 1995. évi CXXI. törvény módosításáról
- 1996. évi CXIX. törvény 	 a Magyar Köztársaság 1996. évi költségvetéséről szóló 1995. évi CXXI. törvény módosításáról, valamint a helyi önkormányzatok címzett támogatással folyamatban lévő egyes egészségügyi beruházásainak rendezése érdekében szükséges egyéb törvénymódosításokról
- 1996. évi CXX. törvény 	 a társadalombiztosítás pénzügyi alapjainak 1996. évi pótköltségvetéséről
- 1996. évi CXXI. törvény 	 az államháztartásról szóló 1992. évi XXXVIII. törvény és az ahhoz kapcsolódó egyes törvényi rendelkezések módosításáról
- 1996. évi CXXII. törvény 	 a Polgári perrendtartásról szóló 1952. évi III. törvény módosításáról
- 1996. évi CXXIII. törvény 	 az egyes fontos tisztségeket betöltő személyek ellenőrzéséről szóló 1994. évi XXIII. törvény módosításáról
- 1996. évi CXXIV. törvény 	 a Magyar Köztársaság 1997. évi költségvetéséről
- 1996. évi CXXV. törvény 	 a társadalombiztosítás pénzügyi alapjainak 1997. évi költségvetéséről
- 1996. évi CXXVI. törvény 	 a személyi jövedelemadó meghatározott részének az adózó rendelkezése szerinti felhasználásáról
- 1996. évi CXXVII. törvény 	 a nemzeti hírügynökségről
- 1996. évi CXXVIII. törvény 	 a szociális igazgatásról és szociális ellátásokról szóló 1993. évi III. törvény módosításáról
- 1996. évi CXXIX. törvény 	 a Magyar Nemzeti Bankról szóló 1991. évi LX. törvény módosításáról
- 1996. évi CXXX. törvény 	 az állattenyésztésről szóló 1993. évi CXIV. törvény módosításáról
- 1996. évi CXXXI. törvény 	 a növényfajták állami elismeréséről, valamint a vetőmagvak és vegetatív szaporítóanyagok előállításáról és forgalmazásáról

### Országgyűlési határozatok (120)
- 1/1996. (II. 9.) OGY határozat a társadalmi szervezetek költségvetési támogatásának elosztásáról szóló 52/1995. (V. 17.) OGY határozat módosításáról
- 2/1996. (II. 9.) OGY határozat a Magyar Köztársaság és a Kazah Köztársaság között a beruházások ösztönzéséről és kölcsönös védelméről Budapesten, 1994. december 7-én aláírt Megállapodás megerősítéséről
- 3/1996. (II. 9.) OGY határozat a Magyar Köztársaság Kormánya és Mongólia Kormánya között a beruházások előmozdításáról és kölcsönös védelméről Ulánbátorban, 1994. szeptember 13-án aláírt Megállapodás megerősítéséről
- 4/1996. (II. 9.) OGY határozat a Magyar Köztársaság és Románia között a beruházások ösztönzéséről és kölcsönös védelméről Bukarestben, 1993. szeptember 16-án aláírt Megállapodás megerősítéséről
- 5/1996. (II. 9.) OGY határozat a Magyar Köztársaság és a Dél-afrikai Köztársaság között a kettős adóztatás elkerüléséről a jövedelemadók területén Budapesten, 1994. március 4-én aláírt Egyezmény megerősítéséről
- 6/1996. (II. 9.) OGY határozat a Magyar Köztársaság és a Moldovai Köztársaság között a kettős adóztatás elkerülésére és az adóztatás kijátszásának megakadályozására a jövedelem- és vagyonadók területén Budapesten, 1995. április 19-én aláírt Egyezmény megerősítéséről
- 7/1996. (II. 9.) OGY határozat a Magyar Köztársaság és a Kazah Köztársaság között a kettős adózás elkerülésére és az adóztatás kijátszásának megakadályozására a jövedelem- és a vagyonadók területén Budapesten, 1994. december 7-én aláírt Egyezmény megerősítéséről
- 8/1996. (II. 9.) OGY határozat a Magyar Köztársaság és Ukrajna között a kettős adóztatás elkerüléséről és az adóztatás kijátszásának megakadályozásáról a jövedelem- és vagyonadók területén Kijevben, 1995. május 19-én aláírt Egyezmény megerősítéséről
- 9/1996. (II. 9.) OGY határozat a Magyar Köztársaság és a Moldovai Köztársaság között a beruházások ösztönzéséről és kölcsönös védelméről Budapesten, 1995. április 19-én aláírt Megállapodás megerősítéséről
- 10/1996. (II. 9.) OGY határozat a Magyar Köztársaság Kormánya és az Orosz Föderáció Kormánya között a beruházások ösztönzéséről és kölcsönös védelméről Moszkvában, 1995. március 6-án aláírt Megállapodás megerősítéséről
- 11/1996. (II. 21.) OGY határozat a fogyatékosokat képviselő és segítő szervezetek költségvetési támogatására szolgáló keret elosztásáról
- 12/1996. (II. 27.) OGY határozat az Országgyűlés bizottságainak létrehozásáról, tisztségviselőinek és tagjainak megválasztásáról szóló 62/1994. (XI. 23.) OGY határozat módosításáról
- 13/1996. (III. 1.) OGY határozat a rádió és televízió testületek tisztségviselőinek és tagjainak megválasztásáról
- 14/1996. (III. 1.) OGY határozat a kábítószerek és pszichotrop anyagok tiltott forgalmazása elleni, 1988. december 20-án, Bécsben kelt ENSZ Egyezmény megerősítéséről
- 15/1996. (III. 1.) OGY határozat a Magyar Köztársaság és a Kínai Népköztársaság között a polgári és kereskedelmi ügyekben történő kölcsönös jogsegélyről szóló, Pekingben, 1995. év október hónap 9. napján aláírt szerződés megerősítéséről
- 16/1996. (III. 1.) OGY határozat a Magyar Köztársaság és a Szlovák Köztársaság között a közös államhatár rendjéről és az együttműködésről szóló szerződés megerősítéséről
- 17/1996. (III. 8.) OGY határozat a Magyar Rádió Közalapítvány létrehozásáról
- 18/1996. (III. 8.) OGY határozat a Magyar Televízió Közalapítvány létrehozásáról
- 19/1996. (III. 8.) OGY határozat a Hungária Televízió Közalapítvány átalakításáról
- 20/1996. (III. 13.) OGY határozat a Szlovén Köztársaságnak a Magyar Köztársaság és a JSZSZK közötti kétoldalú nemzetközi szerződéseiben való jogutódlásáról szóló, Budapesten, 1995. február 6-án aláírt Jegyzőkönyv megerősítéséről
- 21/1996. (III. 13.) OGY határozat az Országgyűlés bizottságainak létrehozásáról, tisztségviselőinek és tagjainak megválasztásáról szóló 62/1994. (XI. 23.) OGY határozat módosításáról
- 22/1996. (III. 13.) OGY határozat mentelmi jog felfüggesztéséről
- 23/1996. (III. 28.) OGY határozat a Magyar Köztársaság és a Török Köztársaság között, Budapesten, 1994. szeptember 7-én aláírt barátsági és együttműködési szerződés megerősítéséről
- 24/1996. (III. 28.) OGY határozat a Magyar Köztársaság és a Horvát Köztársaság között a Magyar Köztársaságban élő horvát kisebbség és a Horvát Köztársaságban élő magyar kisebbség jogainak védelméről szóló, Eszéken, 1995. április 5-én aláírt Egyezmény megerősítéséről
- 25/1996. (III. 28.) OGY határozat az értelmi fogyatékosokat segítő országos érdekvédelmi szervezetek költségvetési támogatására szolgáló keret elosztásáról
- 26/1996. (IV. 3.) OGY határozat a Magyar Köztársaság Kormánya és az Osztrák Szövetségi Kormány között a Mörbisch-Siegendorf összekötő út használatáról szóló Egyezmény megerősítéséről
- 27/1996. (IV. 3.) OGY határozat az Országgyűlés bizottságainak létrehozásáról, tisztségviselőinek és tagjainak megválasztásáról szóló 62/1994. (XI. 23.) OGY határozat módosításáról
- 28/1996. (IV. 5.) OGY határozat az Országgyűlés bizottságainak létrehozásáról, tisztségviselőinek és tagjainak megválasztásáról szóló 62/1994. (XI. 23.) OGY határozat módosításáról
- 29/1996. (IV. 17.) OGY határozat az Országgyűlés bizottságainak létrehozásáról, tisztségviselőinek és tagjainak megválasztásáról szóló 62/1994. (XI. 23.) OGY határozat módosításáról
- 30/1996. (IV. 19.) OGY határozat az Országgyűlés tisztségviselőinek megválasztásáról szóló 32/1994. (VI. 30.) OGY határozat módosításáról
- 31/1996. (IV. 19.) OGY határozat az Országgyűlés bizottságainak létrehozásáról, tisztségviselőinek és tagjainak megválasztásáról szóló 62/1994. (XI. 23.) OGY határozat és a 74/1994. (XII. 27.) OGY határozat módosításáról
- 32/1996. (IV. 30.) OGY határozat a Magyar Köztársaság csatlakozásáról a Gazdasági Együttműködési és Fejlesztési Szervezethez
- 33/1996. (IV. 30.) OGY határozat az Egyetemes Postaegyesület XX. Kongresszusán aláírt 4. Pótjegyzőkönyv (Washington, 1989.) megerősítéséről
- 34/1996. (IV. 30.) OGY határozat az Országgyűlés bizottságainak létrehozásáról, tisztségviselőinek és tagjainak megválasztásáról szóló 62/1994. (XI. 23.) OGY határozat módosításáról
- 35/1996. (IV. 30.) OGY határozat az Országgyűlés Alkotmányelőkészítő bizottságának létrehozásáról szóló 63/1995. (VI. 17.) OGY határozat módosításáról
- 36/1996. (IV. 30.) OGY határozat mentelmi jog fenntartásáról
- 37/1996. (V. 10.) OGY határozat a Magyar Köztársaság Kormánya és az Orosz Föderáció Kormánya között a kétoldalú szerződések számbavételéről, Moszkvában, 1995. március 6-án aláírt Jegyzőkönyv megerősítéséről
- 38/1996. (V. 10.) OGY határozat az Országgyűlés tisztségviselőinek megválasztásáról szóló 32/1994. (VI. 30.) OGY határozat módosításáról
- 39/1996. (V. 15.) OGY határozat a Közép-Európai Szabadkereskedelmi Megállapodást Módosító Megállapodás megerősítéséről
- 40/1996. (V. 15.) OGY határozat az Országgyűlés bizottságainak létrehozásáról, tisztségviselőinek és tagjainak megválasztásáról szóló 62/1994. (XI. 23.) OGY határozat módosításáról
- 41/1996. (V. 15.) OGY határozat a Gazdasági Versenyhivatal 1995. évi beszámolójának elfogadásáról és a versenypolitika időszerű kérdéseiről
- 42/1996. (V. 22.) OGY határozat az Egészségbiztosítási Önkormányzat és az Országos Egészségbiztosítási Pénztár gazdálkodását vizsgáló bizottság tisztségviselőinek és tagjainak megválasztásáról szóló 119/1995. (XII. 22.) OGY határozat módosításáról
- 43/1996. (V. 22.) OGY határozat az Országgyűlés bizottságainak létrehozásáról, tisztségviselőinek és tagjainak megválasztásáról szóló 62/1994. (XI. 23.) OGY határozat módosításáról
- 44/1996. (V. 24.) OGY határozat a gazdasági kamarákról szóló 1994. évi XVI. törvény végrehajtásának tapasztalatairól és az ezzel kapcsolatos intézkedésekről
- 45/1996. (V. 24.) OGY határozat a nemzeti és etnikai kisebbségi szervezetek költségvetési támogatásáról
- 46/1996. (VI. 7.) OGY határozat ENSZ békefenntartó erők (UNTAES) magyarországi átvonulásáról és átmeneti állomásozásáról
- 47/1996. (VI. 7.) OGY határozat a nemzetbiztonsági szolgálatokról szóló 1995. évi CXXV. törvény végrehajtásának értékeléséről
- 48/1996. (VI. 7.) OGY határozat a Budapest Bank részére juttatott 12 milliárd forintos állami támogatás körülményeinek vizsgálatáról
- 49/1996. (VI. 7.) OGY határozat a legfőbb ügyész megválasztásáról
- 50/1996. (VI. 19.) OGY határozat a Magyar Köztársaság és Kanada között a kölcsönös bűnügyi jogsegélyről szóló, Budapesten, az 1995. év december hónapjának 7. napján aláírt szerződés megerősítéséről
- 51/1996. (VI. 19.) OGY határozat az Országgyűlés bizottságainak létrehozásáról, tisztségviselőinek és tagjainak megválasztásáról szóló 62/1994. (XI. 23.) OGY határozat módosításáról
- 52/1996. (VI. 19.) OGY határozat a Legfelsőbb Bíróság elnökének megválasztásáról
- 53/1996. (VI. 19.) OGY határozat az egyes fontos tisztségeket betöltő személyek ellenőrzését végző bizottságokba tag választásáról
- 54/1996. (VI. 21.) OGY határozat a határokat átlépő televíziózásról szóló európai egyezmény megerősítéséről
- 55/1996. (VI. 21.) OGY határozat az Országgyűlés bizottságainak létrehozásáról, tisztségviselőinek és tagjainak megválasztásáról szóló 62/1994. (XI. 23.) OGY határozat módosításról
- 56/1996. (VI. 21.) OGY határozat az 1996. év hátralévő részében a két- és többoldalú megállapodások alapján tervezett országgyűlési hozzájárulást igénylő csapatmozgásokról
- 57/1996. (VI. 28.) OGY határozat az Állami Számvevőszék elnökének felmentéséről
- 58/1996. (VII. 4.) OGY határozat az Országgyűlés bizottságainak létrehozásáról, tisztségviselőinek és tagjainak megválasztásáról szóló 62/1994. (XI. 23.) OGY határozat módosításáról
- 59/1996. (VII. 4.) OGY határozat a társadalmi szervezetek költségvetési támogatásának elosztásáról
- 60/1996. (VII. 9.) OGY határozat az Országgyűlés bizottságainak létrehozásáról, tisztségviselőinek és tagjainak megválasztásáról szóló 62/1994. (XI. 23.) OGY határozat módosításáról
- 61/1996. (VII. 9.) OGY határozat a Kormány szabadkereskedelmi politikájáról szóló tájékoztatási kötelezettségről
- 62/1996. (VII. 9.) OGY határozat a nemzetgazdaság működőképessége szempontjából jelentős gazdasági társaságok körének az 1995. évi XXXIX. törvény alapján történő meghatározásáról
- 63/1996. (VII. 9.) OGY határozat az egyéb karitatív szervezetek és szolgálatok támogatására szolgáló keret elosztásáról
- 64/1996. (VII. 9.) OGY határozat mentelmi jog fenntartásáról
- 65/1996. (VII. 9.) OGY határozat mentelmi jog fenntartásáról
- 66/1996. (VII. 9.) OGY határozat mentelmi jog fenntartásáról
- 67/1996. (VII. 9.) OGY határozat mentelmi jog fenntartásáról
- 68/1996. (VII. 9.) OGY határozat a magyar közlekedéspolitikáról és a megvalósításához szükséges legfontosabb feladatokról
- 69/1996. (IX. 13.) OGY határozat a Magyar Köztársaság és Ausztrália között a bűnügyi jogsegélyről szóló, Budapesten, az 1995. év október hó 25. napján aláírt szerződés megerősítéséről
- 70/1996. (IX. 13.) OGY határozat a Magyar Köztársaság és Ausztrália között a kiadatásról szóló, Budapesten, az 1995. év október hó 25. napján aláírt szerződés megerősítéséről
- 71/1996. (IX. 13.) OGY határozat a Magyar Köztársaság és a Moldovai Köztársaság között a baráti kapcsolatok és együttműködés alapjairól szóló, 1995. április 19-én, Budapesten aláírt szerződés megerősítése tárgyában
- 72/1996. (IX. 13.) OGY határozat a Magyar Köztársaság és a Kazak Köztársaság közötti baráti kapcsolatok és együttműködés alapjairól szóló, Budapesten, 1994. december 7-én aláírt szerződés megerősítése tárgyában
- 73/1996. (IX. 13.) OGY határozat a Szlovén KöztársaságKözép-Európai Szabadkereskedelmi Megállapodáshoz történő csatlakozásáról szóló Megállapodás megerősítéséről
- 74/1996. (IX. 13.) OGY határozat a Nemzetközi Vasúti Fuvarozási Egyezmény (COTIF) módosításáról szóló, 1990. december 20-án kelt jegyzőkönyv megerősítéséről
- 75/1996. (IX. 13.) OGY határozat az Európai Rádiótávközlési Hivatal (ERO) létrehozásáról szóló Egyezményhez való csatlakozás megerősítéséről
- 76/1996. (IX. 13.) OGY határozat az Országgyűlés bizottságainak létrehozásáról, tisztségviselőinek és tagjainak megválasztásáról szóló 62/1994. (XI. 23.) OGY határozat módosításáról
- 77/1996. (IX. 19.) OGY határozat a magyar-orosz olajszállítások és az orosz államadósság hasznosítása során felmerült összeférhetetlenségek, valamint a politikai döntéshozók és a gazdasági élet résztvevőinek esetleges összefonódását vizsgáló bizottság tisztségviselőinek és tagjainak megválasztásáról szóló 125/1995. (XII. 22.) OGY határozat módosításáról
- 78/1996. (IX. 19.) OGY határozat a Magyar Köztársaság légterének NATO-repülőgépek által történő igénybevételéről
- 79/1996. (X. 2.) OGY határozat a terrorizmus visszaszorításáról szóló európai egyezmény megerősítéséről
- 80/1996. (X. 2.) OGY határozat a rádió és televízió testületek tisztségviselőinek és tagjainak megválasztásáról szóló 13/1996. (III. 1.) OGY határozat módosításáról
- 81/1996. (X. 2.) OGY határozat az Országgyűlés bizottságainak létrehozásáról, tisztségviselőinek és tagjainak megválasztásáról szóló 62/1994. (XI. 23.) OGY határozat módosításáról
- 82/1996. (X. 2.) OGY határozat mentelmi jog fenntartásáról
- 83/1996. (X. 9.) OGY határozat a Magyar Köztársaság Kormánya és a Bosznia-Hercegovinai Köztársaság Kormánya között, személyeknek az államhatáron történő átadásáról és átvételéről szóló, Budapesten, 1996. április 21-én aláírt Egyezmény megerősítéséről
- 84/1996. (X. 9.) OGY határozat a Magyar Köztársaság Kormánya és a Cseh Köztársaság Kormánya között az 1992. december 31-én hatályban lévő magyar-csehszlovák nemzetközi és tárcaközi szerződésekről szóló, Budapesten, 1995. szeptember 21-én aláírt Jegyzőkönyv megerősítése tárgyában
- 85/1996. (X. 9.) OGY határozat az Országgyűlés bizottságainak létrehozásáról, tisztségviselőinek és tagjainak megválasztásáról szóló 62/1994. (XI. 23.) OGY határozat módosításáról
- 86/1996. (X. 30.) OGY határozat az ÁPV Rt.-nek az önkormányzatokat megillető belterületi földértékekkel kapcsolatos kötelezettségeinek teljesítése tárgyában adott megbízási szerződések és megbízási díjak körülményeinek tisztázására vizsgáló bizottság felállításáról
- 87/1996. (X. 30.) OGY határozat az ÁPV Rt.-nek az önkormányzatokat megillető belterületi földértékekkel kapcsolatos kötelezettségeinek teljesítése tárgyában adott megbízási szerződések és megbízási díjak körülményeinek tisztázására felállított vizsgálóbizottság tisztségviselőinek és tagjainak megválasztásáról
- 88/1996. (X. 30.) OGY határozat az Állami Számvevőszék elnökének jelölését szolgáló eseti bizottság felállításáról
- 89/1996. (X. 30.) OGY határozat a Párizsi Békeszerződés 27. Cikke 2. pontjának végrehajtásával kapcsolatos feladatokról
- 90/1996. (XI. 1.) OGY határozat a vegyi fegyverek kifejlesztésének, gyártásának, felhalmozásának és használatának tilalmáról, valamint megsemmisítéséről, Párizsban, 1993. január 13-án aláírt egyezmény megerősítéséről
- 91/1996. (XI. 1.) OGY határozat az Országgyűlés bizottságainak létrehozásáról, tisztségviselőinek és tagjainak megválasztásáról szóló 62/1994. (XI. 23.) OGY határozat módosításáról
- 92/1996. (XI. 1.) OGY határozat az egyéb karitatív szervezetek és szolgálatok támogatására szolgáló költségvetési keret elosztásáról
- 93/1996. (XI. 1.) OGY határozat a rádió és televízió testületek tisztségviselőinek és tagjainak megválasztásáról szóló 13/1996. (III. 1.) OGY határozat módosításáról
- 94/1996. (XI. 12.) OGY határozat az Országgyűlés bizottságainak létrehozásáról, tisztségviselőinek és tagjainak megválasztásáról szóló 62/1994. (XI. 23.) OGY határozat módosításáról
- 95/1996. (XI. 19.) OGY határozat az Alkotmánybíróság tagjának megválasztásáról
- 96/1996. (XI. 19.) OGY határozat a társadalmi szervezetek, a nemzeti és etnikai kisebbségi szervezetek, valamint az egyházak költségvetési támogatására szolgáló pénzeszközök elosztásának bizottsági előkészítéséről szóló 74/1994. (XII. 27.) OGY határozat módosításáról
- 97/1996. (XI. 26.) OGY határozat a Magyar Köztársaság és az Argentin Köztársaság között a beruházások elősegítéséről és kölcsönös védelméről Budapesten, 1993. február 5-én aláírt Megállapodás megerősítéséről
- 98/1996. (XI. 26.) OGY határozat a Magyar Köztársaság és az Egyiptomi Arab Köztársaság között a beruházások ösztönzéséről és kölcsönös védelméről Kairóban, 1995. május 23-án aláírt Megállapodás megerősítéséről
- 99/1996. (XI. 26.) OGY határozat a Magyar Köztársaság és Írország között a kettős adóztatás elkerüléséről és az adóztatás kijátszásának megakadályozásáról a jövedelemadók területén Dublinban, 1995. április 25-én aláírt Egyezmény megerősítéséről
- 100/1996. (XI. 26.) OGY határozat a Magyar Köztársaság és Mongólia között a kettős adóztatás elkerüléséről és az adóztatás kijátszásának megakadályozásáról a jövedelem- és a vagyonadók területén Ulánbátorban, 1994. szeptember 13-án aláírt Egyezmény megerősítéséről
- 101/1996. (XI. 26.) OGY határozat a Magyar Köztársaság és az Orosz Föderáció között a kettős adóztatás elkerüléséről a jövedelem- és a vagyonadók területén Budapesten, 1994. április 1-jén aláírt Egyezmény megerősítéséről
- 102/1996. (XI. 26.) OGY határozat a Magyar Köztársaság és a Portugál Köztársaság között a kettős adóztatás elkerüléséről és az adóztatás kijátszásának megakadályozásáról a jövedelemadók területén Lisszabonban, 1995. május 16-án aláírt Egyezmény megerősítéséről
- 103/1996. (XI. 26.) OGY határozat a Magyar Köztársaság Kormánya és a Portugál Köztársaság Kormánya között a beruházások kölcsönös elősegítéséről és védelméről Budapesten, 1992. február 28-án aláírt Megállapodás megerősítéséről
- 104/1996. (XI. 26.) OGY határozat a Magyar Köztársaság és Ukrajna között a beruházások elősegítéséről és kölcsönös védelméről Kijevben, 1994. október 11-én aláírt Megállapodás megerősítéséről
- 105/1996. (XI. 26.) OGY határozat az Országgyűlés bizottságainak létrehozásáról, tisztségviselőinek és tagjainak megválasztásáról szóló 62/1994. (XI. 23.) OGY határozat és az Országgyűlés Alkotmányelőkészítő bizottságának létrehozásáról szóló 63/1995. (VI. 17.) OGY határozat módosításáról
- 106/1996. (XI. 29.) OGY határozat a Magyar Honvédség 1996. év végi részletes bontású létszámáról
- 107/1996. (XI. 29.) OGY határozat az egyházi oktatási intézmények kiegészítő támogatásáról
- 108/1996. (XII. 6.) OGY határozat az Országgyűlés bizottságainak létrehozásáról, tisztségviselőinek és tagjainak megválasztásáról szóló 62/1994. (XI. 23.) OGY határozat módosításáról
- 109/1996. (XII. 17.) OGY határozat a délszláv helyzet stabilizálása érdekében az SFOR erők tevékenységének elősegítéséről és ebben a magyar műszaki kontingens részvételéről
- 110/1996. (XII. 19.) OGY határozat a Magyar Köztársaság és Románia között a megértésről, az együttműködésről és a jószomszédságról szóló, Temesvárott, 1996. szeptember 16-án aláírt Szerződés megerősítéséről
- 111/1996. (XII. 19.) OGY határozat a kábítószer-fogyasztás visszaszorítása érdekében létrehozandó országgyűlési eseti bizottság felállításáról
- 112/1996. (XII. 19.) OGY határozat az Országgyűlés bizottságainak létrehozásáról, tisztségviselőinek és tagjainak megválasztásáról szóló 62/1994. (XI. 23.) OGY határozat módosításáról
- 113/1996. (XII. 20.) OGY határozat a magyar tudomány helyzetéről szóló beszámolóból adódó következtetésekről és feladatokról
- 114/1996. (XII. 20.) OGY határozat a gyalogsági aknák betiltásának kezdeményezéséről
- 115/1996. (XII. 20.) OGY határozat a Magyar Honvédség hosszú, valamint középtávú átalakításának irányairól és létszámáról szóló 88/1995. (VII. 6.) OGY határozat módosításáról
- 116/1996. (XII. 20.) OGY határozat a társadalmi szervezetek költségvetési támogatásának elosztásáról szóló 59/1996. (VII. 4.) OGY határozat módosításáról
- 117/1996. (XII. 20.) OGY határozat az Országgyűlés bizottságainak létrehozásáról, tisztség-viselőinek és tagjainak megválasztásáról szóló 62/1994. (XI. 23.) OGY határozat módosításáról
- 118/1996. (XII. 20.) OGY határozat az Országgyűlés Alkotmányelőkészítő bizottságának létrehozásáról szóló 63/1995. (VI. 17.) OGY határozat módosításáról
- 119/1996. (XII. 21.) OGY határozat a Magyar Köztársaság alkotmányának szabályozási elveiről
- 120/1996. (XII. 26.) OGY határozat az egyházak közvetlen állami támogatására jóváhagyott 1997. évi költségvetési keret felosztásáról

### Kormányrendeletek

#### Január
- 1/1996. (I. 15.) Korm. rendelet 	 a bevándorlási engedélyek 1996. évi keretszámáról és a kedvezményezett esetekről
- 2/1996. (I. 15.) Korm. rendelet 	 a tervezett áremelés előzetes bejelentési kötelezettsége alá tartozó termékekről szóló 106/1990. (XII. 18.) Korm. rendelet hatályon kívül helyezéséről
- 3/1996. (I. 15.) Korm. rendelet 	 egyes pénzbeli szociális ellátások folyósításának és elszámolásának szabályairól szóló 30/1993. (II. 17.) Korm. rendelet módosításáról
- 4/1996. (I. 18.) Korm. rendelet 	 a közgazdasági felsőoktatás alapképzési szakjainak képesítési követelményeiről
- 5/1996. (I. 18.) Korm. rendelet 	 az Országos Takarékpénztár és Kereskedelmi Bank Rt. által folytatott, életbiztosítással egybekötött nyugdíj előtakarékossági betétekkel összefüggésben felmerülő kérdések rendezéséről
- 6/1996. (I. 18.) Korm. rendelet 	 a szociális felsőoktatás alapképzési szakjainak képesítési követelményei
- 7/1996. (I. 18.) Korm. rendelet 	 a külföldiek ingatlanszerzéséről
- 8/1996. (I. 24.) Korm. rendelet 	 a számviteli törvény szerinti egyéb szervezetek éves beszámoló készítésének és könyvvezetési kötelezettségének sajátosságáról
- 9/1996. (I. 24.) Korm. rendelet 	 a vízügyről szóló 1964. évi IV. törvény végrehajtásáról szóló 32/1964. (XII. 13.) Korm. rendelet egyes rendelkezéseinek hatályon kívül helyezéséről
- 10/1996. (I. 24.) Korm. rendelet 	 a Nemzeti Gyermek- és Ifjúsági Alapítványról szóló 81/1990. (IV. 27.) MT rendelet módosításáról
- 11/1996. (I. 24.) Korm. rendelet 	 az állami vezetők munkaviszonyával összefüggő kérdésekről szóló 1077/1987. (XII. 31.) MT határozat módosításáról
- 12/1996. (I. 26.) Korm. rendelet 	 a Magyar Köztársaság és az Európai Közösségek és azok tagállamai között társulást létesítő Európai Megállapodáshoz kapcsolódó, Brüsszelben, 1995. július 13. napján aláírt Kiegészítő Jegyzőkönyv kihirdetéséről
- 13/1996. (I. 26.) Korm. rendelet 	 az Armed Forces Radio And Television Service USA meghatározott időre szóló feljogosításáról rádió- és televízióműsor készítésére és közlésére
- 14/1996. (I. 26.) Korm. rendelet 	 a társadalombiztosításról szóló 1975. évi II. törvény végrehajtására kiadott 89/1990. (V. 1.) MT rendelet módosításáról rendelkező 174/1995. (XII. 27.) Korm. rendelet módosításáról
- 15/1996. (I. 31.) Korm. rendelet 	 a kötelező legkisebb munkabér (minimálbér) megállapításáról
- 16/1996. (I. 31.) Korm. rendelet 	 a felszámolási eljárás alatt lévő vállalkozások vagyonának megvásárlását elősegítő támogatásról szóló 48/1994. (IV. 1.) Korm. rendelet módosításáról
- 17/1996. (I. 31.) Korm. rendelet 	 a talált, illetve a lefoglalt radioaktív vagy nukleáris anyagokkal kapcsolatos intézkedésekről
- 18/1996. (I. 31.) Korm. rendelet 	 a hegesztők minősítéséről szóló miniszteri rendelet kiadására történő felhatalmazásról

#### Február
- 19/1996. (II. 7.) Korm. rendelet 	 a felsőoktatási intézmények felvételi eljárásainak általános szabályairól szóló 28/1995. (III. 24.) Korm. rendelet módosításáról
- 20/1996. (II. 7.) Korm. rendelet 	 a hivatásos önkormányzati tűzoltóságok legkisebb létszámáról, valamint Riasztási és Segítségnyújtási Tervéről szóló 78/1995. (VI. 27.) Korm. rendelet módosításáról
- 21/1996. (II. 7.) Korm. rendelet 	 a Zánkai Gyermek és Ifjúsági Centrum, Oktatási és Üdültetési Közhasznú Társaság alapításáról
- 22/1996. (II. 7.) Korm. rendelet 	 az egyes agrárgazdasági célok 1996. évi költségvetési támogatásáról szóló 177/1995. (XII. 29.) Korm. rendelet módosításáról
- 23/1996. (II. 9.) Korm. rendelet 	 a nyugdíjszerű rendszeres szociális ellátások emeléséről
- 24/1996. (II. 14.) Korm. rendelet 	 a Magyar Köztársaság Kormánya és a Németországi Szövetségi Köztársaság Kormánya között 1995. február 3-án aláírt Egyezménnyel módosított, a Magyar Népköztársaság és a Németországi Szövetségi Köztársaság Kormánya között 1984. október 12-én aláírt Állat-egészségügyi Egyezménynek a módosítással egységes szerkezetben történő kihirdetéséről
- 25/1996. (II. 14.) Korm. rendelet 	 a Magyar Köztársaság Kormánya és Ukrajna Kormánya között a kulturális, oktatási és tudományos együttműködésről szóló Egyezmény kihirdetéséről
- 26/1996. (II. 14.) Korm. rendelet 	 a Magyar Köztársaság Kormánya és a Finn Köztársaság Kormánya között a kultúra, az oktatás és a kutatás területén történő együttműködésről szóló Egyezmény kihirdetéséről
- 27/1996. (II. 14.) Korm. rendelet 	 a Miniszterelnöki Hivatalról szóló 125/1994. (IX. 15.) Korm. rendelet módosításáról
- 28/1996. (II. 21.) Korm. rendelet 	 a mérésügyről szóló 1991. évi XLV. törvény végrehajtásáról rendelkező 127/1991. (X. 9.) Korm. rendelet módosításáról
- 29/1996. (II. 23.) Korm. rendelet 	 a Magyar Köztársaság Kormánya és a Kazah Köztársaság Kormánya között Almatiban, 1995. március 9-én aláírt légiközlekedési megállapodás kihirdetéséről
- 30/1996. (II. 23.) Korm. rendelet 	 a Magyar Köztársaság Kormánya és Ukrajna Kormánya között Kijevben, 1995. május 19-én aláírt légiközlekedési egyezmény kihirdetéséről
- 31/1996. (II. 27.) Korm. rendelet 	 a mezőgazdasági termelő és erdőgazdálkodó gázolaj felhasználása utáni fogyasztásiadó-visszatérítés feltételeiről és szabályairól szóló 2/1995. (I. 20.) Korm. rendelet módosításáról
- 32/1996. (II. 27.) Korm. rendelet 	 a váratlan légitámadás esetén az ország légiriasztásáról szóló 133/1994. (X. 21.) Korm. rendelet módosításáról
- 33/1996. (II. 27.) Korm. rendelet 	 a hivatalos iratok kézbesítésének egyszerűsítéséről szóló 43/1953. (VIII. 20.) MT rendelet módosításáról

#### Március
- 34/1996. (III. 5.) Korm. rendelet 	 a Magyar Népköztársaság Kormánya és az Olasz Köztársaság Kormánya között, a polgári légiközlekedés tárgyában, Budapesten, az 1974. évi május 25. napján aláírt egyezmény kihirdetéséről szóló 27/1977. (VIII. 1.) MT rendelet módosításáról
- 35/1996. (III. 5.) Korm. rendelet 	 a pénzintézetek éves beszámoló készítési és könyvvezetési kötelezettségének sajátosságairól szóló 181/1991. (XII. 30.) Korm. rendelet módosításáról
- 36/1996. (III. 5.) Korm. rendelet 	 az egészségügyi felsőoktatás alapképzési szakjainak képesítési követelményeiről
- 37/1996. (III. 5.) Korm. rendelet 	 a Nemzeti Gyermek és Ifjúsági Alapítványról szóló 81/1990. (IV. 27.) MT rendelet módosításáról
- 38/1996. (III. 5.) Korm. rendelet 	 a külföldi utas számára adható általános forgalmiadó-visszatérítésről szóló 4/1993. (I. 13.) Korm. rendelet módosításáról
- 39/1996. (III. 13.) Korm. rendelet 	 a nyári időszámítás alkalmazásáról
- 40/1996. (III. 13.) Korm. rendelet 	 az 1997. évi Céltámogatási Kiegészítő Keret kedvezményezett településeiről
- 41/1996. (III. 20.) Korm. rendelet 	 a Magyar Köztársaság Kormánya és az Ukrán Köztársaság Kormánya között a növényegészségügyi és a növényvédelmi együttműködésről szóló egyezmény kihirdetéséről
- 42/1996. (III. 20.) Korm. rendelet 	 a Magyar Köztársaság Kormánya és a Brazil Szövetségi Köztársaság Kormánya között Brasília városban, 1992. március 19-én aláírt kulturális együttműködési megállapodás kihirdetéséről
- 43/1996. (III. 20.) Korm. rendelet 	 a vállalkozás keretében végzett személy- és vagyonvédelmi, valamint a magánnyomozói tevékenység átmeneti szabályairól szóló 87/1995. (VII. 14.) Korm. rendelet módosításáról
- 44/1996. (III. 22.) Korm. rendelet 	 a külföldiek beutazásáról, magyarországi tartózkodásáról és bevándorlásáról szóló 1993. évi LXXXVI. törvény végrehajtására kiadott 64/1994. (IV. 30.) Korm. rendelet módosításáról
- 45/1996. (III. 25.) Korm. rendelet 	 a vámjogról, a vámeljárásról, valamint a vámigazgatásról szóló 1995. évi C. törvény végrehajtásáról
- 46/1996. (III. 28.) Korm. rendelet 	 a Magyar Köztársaság Kormánya és a Németországi Szövetségi Köztársaság Kormánya között, Budapesten, 1995. május 26-án aláírt nemzetközi közúti személyszállításról és árufuvarozásról szóló Egyezmény kihirdetéséről
- 47/1996. (III. 28.) Korm. rendelet 	 az 1996. évre szóló Országos Statisztikai Adatgyűjtési Programról szóló 138/1995. (XI. 22.) Korm. rendelet módosításáról
- 48/1996. (III. 29.) Korm. rendelet 	 a társadalombiztosításról szóló 1975. évi II. törvény végrehajtására kiadott 89/1990. (V. 1.) MT rendelet módosításáról rendelkező 174/1995. (XII. 27.) Korm. rendelet módosításáról

#### Április
- 49/1996. (IV. 10.) Korm. rendelet 	 a családi pótlékról és a családok támogatásáról szóló 1990. évi XXV. törvény végrehajtására kiadott 68/1995. (VI. 17.) Korm. rendelet módosításáról
- 50/1996. (IV. 10.) Korm. rendelet 	 a gyermeknevelési támogatás megállapításának szabályairól, valamint a szociális ellátások igénylésére felhasználható bizonyítékokról szóló 32/1993. (II. 17.) Korm. rendelet módosításáról
- 51/1996. (IV. 10.) Korm. rendelet 	 a közgyógyellátási igazolványról szóló 28/1993. (II. 17.) Korm. rendelet módosításáról
- 52/1996. (IV. 10.) Korm. rendelet 	 a személyes gondoskodást nyújtó szociális ellátások térítési díjáról szóló 29/1993. (II. 17.) Korm. rendelet módosításáról
- 53/1996. (IV. 10.) Korm. rendelet 	 az egészségügy társadalombiztosítási finanszírozásának egyes kérdéseiről szóló 103/1995. (VIII. 25.) Korm. rendelet módosításáról
- 54/1996. (IV. 12.) Korm. rendelet 	 a költségvetés alapján gazdálkodó szervek beszámolási és könyvvezetési kötelezettségéről
- 55/1996. (IV. 12.) Korm. rendelet 	 a gazdálkodó szervezetek 1996. évi egyedi támogatásáról
- 56/1996. (IV. 12.) Korm. rendeleta nemzetközi kombinált áruszállítást elősegítő kedvezményekről szóló 154/1995. (XII. 20.) Korm. rendelet módosításáról
- 57/1996. (IV. 13.) Korm. rendelet a Magyar Köztársaság Kormánya és a Horvát Köztársaság Kormánya között, Budapesten, 1994. október 28-án aláírt vasúti határforgalomról szóló egyezmény kihirdetéséről
- 58/1996. (IV. 17.) Korm. rendelet 	 a Magyar Köztársaság Kormánya és a Szlovák Köztársaság Kormánya között a növényvédelmi együttműködésről szóló egyezmény kihirdetéséről
- 59/1996. (IV. 17.) Korm. rendelet 	 a Magyar Köztársaság Kormánya és a Szlovák Köztársaság Kormánya között az állat-egészségügyi együttműködésről szóló egyezmény kihirdetéséről
- 60/1996. (IV. 24.) Korm. rendelet 	 a Magyar Köztársaság Pénzügyminisztériuma és az Osztrák Szövetségi Köztársaság Pénzügyminisztériuma között 1995. november 24-én aláírt jegyzőkönyvvel módosított, a Magyar Népköztársaság Pénzügyminisztériuma és az Osztrák Szövetségi Köztársaság Pénzügyminisztériuma között 1961. január 17-én aláírt, a határon átmenő közúti áruforgalommal kapcsolatos illetékeljárásról szóló Megállapodásnak a módosítással egységes szerkezetben történő kihirdetéséről
- 61/1996. (IV. 26.) Korm. rendelet 	 a társadalombiztosításról szóló 1975. évi II. törvény végrehajtásáról rendelkező 89/1990. (V. 1.) MT rendelet módosításáról
- 62/1996. (IV. 26.) Korm. rendelet 	 az egészségügy társadalombiztosítási finanszírozásának egyes kérdéseiről szóló 103/1995. (VIII. 25.) Korm. rendelet módosításáról

#### Május
- 63/1996. (V. 3.) Korm. rendelet 	 a katonai szabványosítás sajátos szabályairól
- 64/1996. (V. 3.) Korm. rendelet 	 a Külügyminisztérium Integrációs és Külgazdasági Államtitkárságáról
- 65/1996. (V. 15.) Korm. rendelet 	 a Magyar Köztársaság Kormánya és Ukrajna Kormánya között Budapesten, 1994. március 22-én aláírt, a nemzetközi közúti közlekedésről szóló Egyezmény kihirdetéséről
- 66/1996. (V. 15.) Korm. rendelet 	 a Magyar Köztársaság Kormánya és a Svájci Szövetségi Tanács között a gyakornokok cseréjéről szóló, Bernben, 1995. szeptember 22-én aláírt Egyezmény kihirdetéséről
- 67/1996. (V. 15.) Korm. rendelet 	 a Magyar Népköztársaság Kormánya és a Portugál Köztársaság Kormánya között Budapesten, 1979. évi március hó 24. napján aláírt Kereskedelmi Hajózási Megállapodás kihirdetéséről szóló 55/1979. (XII. 30.) MT rendelet módosításáról
- 68/1996. (V. 15.) Korm. rendelet 	 a pályakezdő munkanélküliek elhelyezkedésének elősegítéséről
- 69/1996. (V. 15.) Korm. rendelet 	 a munkaügyi ellenőrzésről szóló 124/1990. (XII. 30.) Korm. rendelet módosításáról
- 70/1996. (V. 15.) Korm. rendelet 	 az 1996. évre vonatkozó Országos Statisztikai Adatgyűjtési Programról szóló 138/1995. (XI. 22.) Korm. rendelet módosításáról
- 71/1996. (V. 15.) Korm. rendelet 	 a lakosság eseti gyógyszerkiadásainak részleges ellentételezéséről
- 72/1996. (V. 22.) Korm. rendelet 	 a vízgazdálkodási hatósági jogkör gyakorlásáról
- 73/1996. (V. 22.) Korm. rendelet 	 a természeti, társadalmi és gazdasági környezetre jelentős hatást gyakorló erőművek létesítésének és üzembe helyezésének engedélyezéséhez szükséges közösségtájékoztatási, közmeghallgatási és szakértő bizottsági eljárásról
- 74/1996. (V. 30.) Korm. rendelet 	 a Magyar Köztársaság és az Európai Gazdasági Közösség közötti, a textil- és ruházati termékek kereskedelméről szóló, az Európai Megállapodást Kiegészítő Jegyzőkönyv kihirdetéséről
- 75/1996. (V. 30.) Korm. rendelet 	 a Magyar Köztársaság Kormánya és Ukrajna Kormánya között a vámügyekben történő segítségnyújtásról szóló egyezmény kihirdetéséről
- 76/1996. (V. 30.) Korm. rendelet 	 a pénzügyminiszter feladat- és hatásköréről szóló 50/1990. (IX. 15.) Korm. rendelet módosításáról
- 77/1996. (V. 30.) Korm. rendelet 	 a statisztikai szakképesítések szakmai követelményeiről

#### Június
- 78/1996. (VI. 4.) Korm. rendelet 	 a Fogyasztóvédelmi Főfelügyelőségről szóló 95/1991. (VII. 23.) Korm. rendelet módosításáról
- 79/1996. (VI. 4.) Korm. rendelet 	 a Magyar Államkincstár könyvvezetési és beszámolási kötelezettségéről
- 80/1996. (VI. 7.) Korm. rendelet 	 a területfejlesztés kedvezményezett területeinek jegyzékéről szóló 61/1995. (V. 30.) Korm. rendelet módosításáról
- 81/1996. (VI. 7.) Korm. rendelet 	 a nyugellátások és baleseti nyugellátások 1996. július havi emeléséről
- 82/1996. (VI. 7.) Korm. rendelet 	 az egyes nyugellátásban, baleseti nyugellátásban és nyugdíjszerű rendszeres szociális ellátásban részesülők egyszeri támogatásáról
- 83/1996. (VI. 14.) Korm. rendelet 	 az Egységes Árutovábbítási Eljárásról szóló Egyezmény kihirdetéséről
- 84/1996. (VI. 14.) Korm. rendelet 	 a Vámformalitások Egyszerűsítéséről szóló Egyezmény kihirdetéséről
- 85/1996. (VI. 14.) Korm. rendelet 	 a vámjogról, a vámeljárásról, valamint a vámigazgatásról szóló 1995. évi C. törvény végrehajtásáról szóló 45/1996. (III. 25.) Korm. rendelet módosításáról
- 86/1996. (VI. 14.) Korm. rendelet 	 a biztonsági okmányok védelmének rendjéről
- 87/1996. (VI. 19.) Korm. rendelet 	 az Állami Privatizációs és Vagyonkezelő Részvénytársaság éves beszámoló készítési és könyvvezetési kötelezettségének sajátosságairól
- 88/1996. (VI. 21.) Korm. rendelet 	 a Magyar Köztársaság Kormánya és a Bolgár Köztársaság Kormánya között az állat-egészségügyi együttműködésről szóló Egyezmény kihirdetéséről
- 89/1996. (VI. 21.) Korm. rendelet 	 a Magyar Köztársaság Kormánya és a Bolgár Köztársaság Kormánya között a növény-egészségügyi és növényvédelmi együttműködésről szóló Egyezmény kihirdetéséről
- 90/1996. (VI. 21.) Korm. rendelet 	 a Magyar Köztársaság Kormánya és a Közép- és Kelet-Európai Regionális Környezetvédelmi Központ Igazgatótanácsa közötti, a budapesti Regionális Központ jogállásáról szóló Megállapodás kihirdetéséről
- 91/1996. (VI. 25.) Korm. rendelet 	 az önkéntes kölcsönös biztosító pénztárak beszámolási és könyvvezetési kötelezettségéről szóló 7/1994. (I. 21.) Korm. rendelet módosításáról
- 92/1996. (VI. 28.) Korm. rendelet 	 a devizáról szóló 1995. évi XCV. törvény végrehajtásáról rendelkező 161/1995. (XII. 26.) Korm. rendelet módosításáról

#### Július
- 93/1996. (VII. 4.) Korm. rendelet 	 a környezetvédelmi megbízott alkalmazásának feltételéhez kötött környezethasználatok meghatározásáról
- 94/1996. (VII. 4.) Korm. rendelet 	 Az egyházi nyugdíjalapok támogatásáról szóló 99/1995. (VIII. 24.) Korm. rendelet módosításáról
- 95/1996. (VII. 4.) Korm. rendelet 	 a helyi önkormányzatok adósságrendezési eljárásáról szóló 1996. évi XXV. törvény végrehajtásának egyes kérdéseiről
- 96/1996. (VII. 10.) Korm. rendelet 	 a lakáscélú támogatásokról szóló 106/1988. (XII. 26.) MT rendelet módosításáról
- 97/1996. (VII. 10.) Korm. rendelet 	 az önkéntes kölcsönös biztosító pénztárak egyes gazdálkodási szabályairól szóló 6/1994. (I. 21.) Korm. rendelet módosításáról
- 98/1996. (VII. 10.) Korm. rendelet 	 a Központi Műszaki Fejlesztési Alapprogramról
- 99/1996. (VII. 10.) Korm. rendelet 	 a Magyar Köztársaság Kiváló Művésze, a Magyar Köztársaság Érdemes Művésze, a Magyar Köztársaság Babérkoszorúja díj alapításáról
- 100/1996. (VII. 12.) Korm. rendelet 	 a kábítószerek tiltott gyártásához használt egyes vegyi anyagokkal végzett tevékenységek szabályozásáról
- 101/1996. (VII. 12.) Korm. rendelet 	 a veszélyes hulladékok országhatárokat átlépő szállításának ellenőrzéséről és ártalmatlanításáról szóló, Bázelben, 1989. március 22. napján aláírt Egyezmény kihirdetéséről
- 102/1996. (VII. 12.) Korm. rendelet 	 a veszélyes hulladékokról
- 103/1996. (VII. 16.) Korm. rendelet 	 a közszolgálatban állók önkéntes kölcsönös biztosító pénztári tagságának támogatásáról
- 104/1996. (VII. 16.) Korm. rendelet 	 a Magyar Köztársaság Kormánya és az Orosz Föderáció Kormánya között a háborúkban elesett katonák és polgári áldozatok emlékének megörökítéséről, valamint sírjaik jogi helyzetéről szóló, Moszkvában, 1995. március 6-án aláírt Megállapodás kihirdetéséről
- 105/1996. (VII. 16.) Korm. rendelet 	 az energiamegtakarítást eredményező épületfelújítások támogatásáról
- 106/1996. (VII. 16.) Korm. rendelet 	 a Magyar Tudományos Akadémia hazai tagjai és a Magyar Tudományos Akadémia Doktora címmel rendelkező személyek tiszteletdíjáról, illetve az akadémikus elhalálozása esetén megállapítható hozzátartozói ellátásokról szóló 4/1995. (I. 20.) Korm. rendelet módosításáról
- 107/1996. (VII. 16.) Korm. rendelet 	 a területfejlesztési célelőirányzat felhasználásának 1996. évi részletes szabályairól
- 108/1996. (VII. 16.) Korm. rendelet 	 a területi kiegyenlítést szolgáló fejlesztési célú támogatások felhasználásának részletes szabályairól
- 109/1996. (VII. 16.) Korm. rendelet 	 a területfejlesztési célelőirányzat és a területi kiegyenlítést szolgáló 1996. évi fejlesztési célú támogatás megyék közti felosztásáról
- 110/1996. (VII. 16.) Korm. rendelet 	 az életüktől és szabadságuktól politikai okból jogtalanul megfosztottak kárpótlásáról szóló 1992. évi XXXII. törvény végrehajtásáról
- 111/1996. (VII. 23.) Korm. rendelet 	 az egyes szabálysértésekről szóló 17/1968. (IV. 14.) Korm. rendelet módosításáról
- 112/1996. (VII. 23.) Korm. rendelet 	 a közforgalmú személyszállítási, utazási kedvezményekről szóló 13/1991. (I. 18.) Korm. rendelet módosításáról
- 113/1996. (VII. 23.) Korm. rendelet 	 az egészségügyi szolgáltatás nyújtására jogosító működési engedélyekről
- 114/1996. (VII. 23.) Korm. rendelet 	 az egészségügy társadalombiztosítási finanszírozásának egyes kérdéseiről szóló 103/1995. (VIII. 25.) Korm. rendelet, valamint a társadalombiztosításról szóló 1975. évi II. törvény végrehajtásáról rendelkező 89/1990. (V. 1.) MT rendelet módosításáról
- 115/1996. (VII. 24.) Korm. rendelet 	 a tűzvédelmi hatósági tevékenység részletes szabályairól, a hivatásos önkormányzati tűzoltóságok illetékességi területéről
- 116/1996. (VII. 24.) Korm. rendelet 	 a tűzvédelmi bírságról
- 117/1996. (VII. 24.) Korm. rendelet 	 a tűzoltóság tagjaira vonatkozó kötelező élet- és baleset-biztosításról
- 118/1996. (VII. 24.) Korm. rendelet 	 a létesítményi tűzoltóságokra vonatkozó részletes szabályokról
- 119/1996. (VII. 24.) Korm. rendelet 	 az önkéntes tűzoltóságokra vonatkozó részletes szabályokról
- 120/1996. (VII. 24.) Korm. rendelet 	 az Országos Kiemelésű Társadalomtudományi Kutatásokról szóló 63/1992. (IV. 4.) Korm. rendelet módosításáról
- 121/1996. (VII. 24.) Korm. rendelet 	 a közfürdők létesítéséről és működéséről
- 122/1996. (VII. 24.) Korm. rendelet 	 a mezőgazdasági termelő és erdőgazdálkodó gázolaj felhasználása utáni fogyasztásiadó-visszatérítés feltételeiről és szabályairól szóló 2/1995. (I. 20.) Korm. rendelet módosításáról
- 123/1996. (VII. 24.) Korm. rendelet 	 a vámjogról, a vámeljárásról, valamint a vámigazgatásról szóló 1995. évi C. törvény végrehajtásáról szóló 45/1996. (III. 25.) Korm. rendelet módosításáról
- 124/1996. (VII. 24.) Korm. rendelet 	 az áruk, szolgáltatások és anyagi értéket képviselő jogok kiviteléről és behozataláról szóló 112/1990. (XII. 23.) Korm. rendelet módosításáról
- 125/1996. (VII. 24.) Korm. rendelet 	 a központi költségvetési szervek központosított közbeszerzéseinek részletes szabályairól
- 126/1996. (VII. 24.) Korm. rendelet 	 a központi költségvetési szervek szabadkézi vétellel történő beszerzéseinek szabályairól
- 127/1996. (VII. 25.) Korm. rendelet 	 a Magyar Köztársaság Kormánya és a Horvát Köztársaság Kormánya között Pécsett, 1994. július 10-én aláírt, a vízgazdálkodási együttműködés kérdéseiről szóló egyezmény kihirdetéséről
- 128/1996. (VII. 25.) Korm. rendelet 	 a Magyar Köztársaság Kormánya és az Orosz Föderáció Kormánya között a növényvédelmi karantén és a növényvédelmi együttműködésről szóló egyezmény kihirdetéséről
- 129/1996. (VII. 31.) Korm. rendelet 	 a menekülteket és a Magyar Köztársaság területén ideiglenes menedéket élvezőket megillető egyes ellátásokról

#### Augusztus
- 130/1996. (VIII. 28.) Korm. rendelet 	 a Magyar Köztársaság Kormánya és Bosznia-Hercegovina Köztársaság Kormánya között Budapesten, 1995. május 24-én aláírt nemzetközi közúti személyszállításról és árufuvarozásról szóló Egyezmény kihirdetéséről
- 131/1996. (VIII. 28.) Korm. rendelet 	 a Magyar Köztársaság Kormánya és a Moldovai Köztársaság Kormánya között Budapesten, 1995. április 19-én aláírt légiközlekedési megállapodás kihirdetéséről
- 132/1996. (VIII. 28.) Korm. rendelet 	 a Magyar Köztársaság Kormánya és Ukrajna Kormánya között Budapesten, 1996. január 16-án aláírt, a magyar-ukrán határon lévő közúti Tisza-híd átépítéséről szóló Megállapodás kihirdetéséről
- 133/1996. (VIII. 28.) Korm. rendelet 	 a közforgalmú személyszállítási utazási kedvezményekről szóló 13/1991. (I. 18.) Korm. rendelet módosításáról
- 134/1996. (VIII. 28.) Korm. rendelet 	 a települések polgári védelmi besorolásának szabályairól és a védelmi követelményekről szóló 114/1995. (IX. 27.) Korm. rendelet módosításáról
- 135/1996. (VIII. 28.) Korm. rendelet 	 a rejtjeltevékenységről szóló 43/1994. (III. 29.) Korm. rendelet módosításáról
- 136/1996. (VIII. 28.) Korm. rendelet 	 a Miniszterelnöki Hivatalról szóló 125/1994. (IX. 15.) Korm. rendelet módosításáról
- 137/1996. (VIII. 28.) Korm. rendelet 	 az Óvodai nevelés országos alapprogramjának kiadásáról
- 138/1996. (VIII. 30.) Korm. rendelet 	 az állami felsőoktatási intézmények karainak felsorolásáról szóló 25/1995. (III. 8.) Korm. rendelet módosításáról
- 139/1996. (VIII. 31.) Korm. rendelet 	 az egészségügyi szolgáltatás nyújtására jogosító működési engedélyekről szóló 113/1996. (VII. 23.) Korm. rendelet módosításáról
- 140/1996. (VIII. 31.) Korm. rendelet 	 a fegyveres szervek hivatásos állományú tagjainak szolgálati viszonyáról szóló 1996. évi XLIII. törvény végrehajtásáról

#### Szeptember
- 141/1996. (IX. 2.) Korm. rendelet 	 az egészségügy társadalombiztosítási finanszírozásának egyes kérdéseiről szóló 103/1995. (VIII. 25.) Korm. rendelet módosításáról
- 142/1996. (IX. 2.) Korm. rendelet 	 a szabadalmi bejelentés államtitokká minősítéséhez szükséges eljárás szabályozásáról
- 143/1996. (IX. 13.) Korm. rendelet 	 a Magyar Köztársaság Kormánya és a Fehérorosz Köztársaság Kormánya között Minszkben, 1995. november 1-jén aláírt nemzetközi közúti személyszállításról és árufuvarozásról szóló Egyezmény kihirdetéséről
- 144/1996. (IX. 17.) Korm. rendelet 	 az egyetemi és főiskolai hallgatók részére nyújtható támogatásokról és az általuk fizetendő díjakról és térítésekről
- 145/1996. (IX. 19.) Korm. rendelet 	 a Magyar Köztársaság Kormánya és az Egyesült Nemzetek Élelmezési és Mezőgazdasági Szervezete (FAO) között Al-regionális FAO Iroda felállításáról Közép- és Kelet-Európában című Megállapodás kihirdetéséről
- 146/1996. (IX. 19.) Korm. rendelet 	 a szerzői és a szomszédos jogok közös kezeléséről
- 147/1996. (IX. 25.) Korm. rendelet 	 a Magyar Köztársaság Kormánya és az Olasz Köztársaság Kormánya között a közúti járművek vezetői engedélyeinek kölcsönös elismeréséről szóló, Budapesten, 1996. július 17. napján aláírt Megállapodás kihirdetéséről
- 148/1996. (IX. 25.) Korm. rendelet 	 a Frekvenciasávok Nemzeti Felosztási Táblázatának megállapításáról szóló 144/1994. (XI. 15.) Korm. rendelet módosításáról
- 149/1996. (IX. 27.) Korm. rendelet 	 a hadköteles katonával szemben alkalmazható kényszerítő eszközökről, az alkalmazásuk feltételeinek és rendjének átmeneti szabályairól

#### Október
- 150/1996. (X. 1.) Korm. rendelet 	 a Magyar Köztársaság Kormánya és a Francia Köztársaság Kormánya között a rövid időtartamú tartózkodásokra vonatkozó vízumkötelezettség megszüntetéséről az 1990. évi július hó 4. napján létrejött megállapodás kihirdetéséről szóló 58/1990. (IX. 25.) Korm. rendelettel kihirdetett megállapodás módosítása tárgyában 1995. január 16. napján létrejött Megállapodás kihirdetéséről
- 151/1996. (X. 1.) Korm. rendelet 	 az állam által vállalt kezesség előkészítésének és a kezesség beváltásának eljárási rendjéről
- 152/1996. (X. 10.) Korm. rendelet 	 egyes agrárgazdasági célok 1996. évi költségvetési többlettámogatásáról Borsod-Abaúj-Zemplén megyében
- 153/1996. (X. 15.) Korm. rendelet 	 a vasúti árufuvarozási szerződésekről
- 154/1996. (X. 16.) Korm. rendelet 	 a képzési normatívák bevezetéséről a felsőoktatásban
- 155/1996. (X. 16.) Korm. rendelet 	 a privatizációért felelős tárca nélküli miniszter feladatairól szóló 17/1995. (III. 1.) Korm. rendelet módosításáról
- 156/1996. (X. 22.) Korm. rendelet 	 a vámjogról, a vámeljárásról, valamint a vámigazgatásról szóló 1995. évi C. törvény végrehajtásáról szóló 45/1996. (III. 25.) Korm. rendelet módosításáról
- 157/1996. (X. 22.) Korm. rendelet 	 a műszaki felsőoktatás alapképzési szakjainak képesítési követelményeiről
- 158/1996. (X. 25.) Korm. rendelet 	 a súlyos mozgáskorlátozott személyek közlekedési kedvezményeiről szóló 164/1995. (XII. 27.) Korm. rendelet módosításáról
- 159/1996. (X. 25.) Korm. rendelet 	 a társadalombiztosításról szóló 1975. évi II. törvény végrehajtásáról rendelkező 89/1990. (V. 1.) MT rendelet módosításáról

#### November
- 160/1996. (XI. 5.) Korm. rendelet 	 a védett személyek és a kijelölt létesítmények védelméről
- 161/1996. (XI. 7.) Korm. rendelet 	 a személyes gondoskodást nyújtó szociális intézmény működésének engedélyezéséről
- 162/1996. (XI. 12.) Korm. rendelet 	 a Közép-Európai Szabadkereskedelmi Megállapodás 2. számú Kiegészítő Jegyzőkönyvének kihirdetéséről
- 163/1996. (XI. 12.) Korm. rendelet 	 a fegyveres szervek hivatásos állományú tagjainak szolgálati viszonyáról szóló 1996. évi XLIII. törvény végrehajtásáról rendelkező 140/1996. (VIII. 31.) Korm. rendelet módosításáról
- 164/1996. (XI. 14.) Korm. rendelet 	 a megyei (fővárosi) vagyonátadó bizottságokról szóló 63/1990. (X. 4.) Korm. rendelet módosításáról
- 165/1996. (XI. 20.) Korm. rendelet 	 a Magyar Köztársaság Kormánya és az Amerikai Egyesült Államok Kormánya között a Nemzetközi Rendészeti Akadémia létesítéséről szóló, Budapesten, 1995. április hó 24. napján aláírt Megállapodás kihirdetéséről
- 166/1996. (XI. 20.) Korm. rendelet 	 a mezőgazdasági szakigazgatási szervező mérnöki szak képesítési követelményeiről
- 167/1996. (XI. 20.) Korm. rendelet 	 az orvosdiagnosztikai laboratóriumi analitikus szak képesítési követelményeiről
- 168/1996. (XI. 20.) Korm. rendelet 	 a humán erőforrás menedzser szak képesítési követelményeiről
- 169/1996. (XI. 20.) Korm. rendelet 	 az egészségbiztosítási szak képesítési követelményeiről
- 170/1996. (XI. 26.) Korm. rendelet 	 a Magyar Köztársaság Kormánya és az Albán Köztársaság Kormánya között Budapesten, 1996. január 24-én aláírt, a nemzetközi közúti személyszállításról és árufuvarozásról szóló Egyezmény kihirdetéséről
- 171/1996. (XI. 26.) Korm. rendelet 	 a mérésügyről szóló 1991. évi XLV. törvény végrehajtásáról rendelkező 127/1991. (X. 9.) Korm. rendelet módosításáról
- 172/1996. (XI. 26.) Korm. rendelet 	 a területfejlesztési célelőirányzat felhasználásának 1996. évi részletes szabályairól szóló 107/1996. (VII. 16.) Korm. rendelet módosításáról
- 173/1996. (XI. 29.) Korm. rendelet 	 az 1997. évre szóló Országos Statisztikai Adatgyűjtési Programról, valamint a statisztikáról szóló 1993. évi XLVI. törvény végrehajtásáról szóló 170/1993. (XII. 3.) Korm. rendelet módosításáról
- 174/1996. (XI. 29.) Korm. rendelet 	 a nyugellátások és baleseti nyugellátások emeléséről
- 175/1996. (XI. 29.) Korm. rendelet 	 a kisajátításról szóló 1976. évi 24. törvényerejű rendelet végrehajtásáról szóló, többször módosított 33/1976. (IX. 5.) MT rendelet módosításáról
- 176/1996. (XI. 29.) Korm. rendelet 	 a Magyar Köztársaság Kormánya és Ukrajna Kormánya között Kijevben, 1995. május 19-én aláírt, az államhatáron megvalósuló vasúti forgalomról szóló egyezmény kihirdetéséről

#### December
- 177/1996. (XII. 4.) Korm. rendelet 	 a biztonsági okmányok védelmének rendjéről szóló 86/1996. (VI. 14.) Korm. rendelet módosításáról
- 178/1996. (XII. 6.) Korm. rendelet 	 a Magyar Köztársaság Kormánya és a Kínai Népköztársaság Kormánya között a vámügyekben történő kölcsönös segítségnyújtásról és együttműködésről szóló egyezmény kihirdetéséről
- 179/1996. (XII. 6.) Korm. rendelet 	 a Miniszterelnökség Közbeszerzési és Gazdasági Igazgatóságáról
- 180/1996. (XII. 6.) Korm. rendelet 	 a Miniszterelnöki Hivatalról szóló 125/1994. (IX. 15.) Korm. rendelet módosításáról
- 181/1996. (XII. 6.) Korm. rendelet 	 a korengedményes nyugdíjazásról
- 182/1996. (XII. 6.) Korm. rendelet 	 a nyugdíjszerű rendszeres szociális ellátások emeléséről
- 183/1996. (XII. 11.) Korm. rendelet 	 a kincstári vagyon kezeléséről, értékesítéséről és az e vagyonnal kapcsolatos egyéb kötelezettségekről
- 184/1996. (XII. 11.) Korm. rendelet 	 a területfejlesztési koncepciók és programok, valamint a területrendezési tervek egyeztetésének és elfogadásának rendjéről
- 185/1996. (XII. 11.) Korm. rendelet 	 az "Ipari Park" címről
- 186/1996. (XII. 12.) Korm. rendelet 	 a lakáscélú támogatásokról szóló 106/1988. (XII. 26.) MT rendelet módosításáról
- 187/1996. (XII. 13.) Korm. rendelet 	 a bányásznyugdíjról szóló 150/1991. (XII. 4.) Korm. rendelet módosításáról
- 188/1996. (XII. 17.) Korm. rendelet 	 a közúti közlekedésbiztonság egyes állami feladatainak teljesítéséhez szükséges pénzügyi forrásokról és azok felhasználásának módjáról
- 189/1996. (XII. 17.) Korm. rendelet 	 a vállalkozási övezetek létrehozásának és működésének szabályairól
- 190/1996. (XII. 17.) Korm. rendelet 	 a nehéz tehergépkocsik közlekedésének korlátozásáról szóló 111/1995. (IX. 21.) Korm. rendelet módosításáról
- 191/1996. (XII. 17.) Korm. rendelet 	 a fővárosi, megyei közigazgatási hivatalokról
- 192/1996. (XII. 19.) Korm. rendelet 	 az áruk, szolgáltatások és anyagi értéket képviselő jogok kiviteléről, illetve behozataláról szóló 112/1990. (XII. 23.) Korm. rendelet módosításáról
- 193/1996. (XII. 19.) Korm. rendelet 	 a miniszterek és az országos hatáskörű szervek vezetői területfejlesztéssel és területrendezéssel kapcsolatos feladatairól
- 194/1996. (XII. 19.) Korm. rendelet 	 egyes területfejlesztési támogatási előirányzatokról szóló kormányrendeletek módosításáról
- 195/1996. (XII. 19.) Korm. rendelet 	 a Záhony és Térsége Vállalkozási Övezet kijelöléséről
- 196/1996. (XII. 22.) Korm. rendelet 	 a mentésben való részvétel szabályairól, a polgári védelmi szakhatósági jogkörről és a miniszterek polgári védelmi feladatairól
- 197/1996. (XII. 22.) Korm. rendelet 	 a befektetési vállalkozások éves beszámoló készítési és könyvvezetési kötelezettségének sajátosságairól
- 198/1996. (XII. 22.) Korm. rendelet 	 a hitelintézetek és a pénzügyi vállalkozások éves beszámoló készítési és könyvvezetési kötelezettségének sajátosságairól
- 199/1996. (XII. 22.) Korm. rendelet 	 a Fogyasztóvédelmi Főfelügyelőségről szóló 95/1991. (VII. 23.) Korm. rendelet módosításáról
- 200/1996. (XII. 23.) Korm. rendelet 	 a magyar állampolgárok külföldi gyógykezelésével kapcsolatos egyes kérdésekről
- 201/1996. (XII. 23.) Korm. rendelet 	 az egészségügyi szolgáltatás igénybevételéhez a szociálisan rászorultak részére kiadott igazolványról
- 202/1996. (XII. 23.) Korm. rendelet 	 az egészségügyi hozzájárulásról szóló 1996. évi LXXXVIII. törvény végrehajtásáról
- 203/1996. (XII. 23.) Korm. rendelet 	 a társadalombiztosításról szóló 1975. évi II. törvény végrehajtásáról rendelkező 89/1990. (V. 1.) MT rendelet módosításáról
- 204/1996. (XII. 23.) Korm. rendelet 	 a befektetési szolgáltatási, az értékpapír-letétkezelési és elszámolóházi tevékenység végzésének személyi, tárgyi, technikai és biztonsági feltételeiről
- 205/1996. (XII. 23.) Korm. rendelet 	 a befektetési szolgáltatási tevékenységet folytató gazdálkodó szervezet üzletszabályzatának kötelező tartalmi elemeiről
- 206/1996. (XII. 23.) Korm. rendelet 	 az egyes értékpapírok előállításának, kezelésének és fizikai megsemmisítésének biztonsági szabályairól szóló 98/1995. (VIII. 24.) Korm. rendelet módosításáról
- 207/1996. (XII. 23.) Korm. rendelet 	 a befektetési szolgáltatási tevékenységet folytató gazdálkodó szervezet üzleti-befektetési szolgáltatási tevékenységéhez kapcsolódó, a Felügyelet részére történő adatszolgáltatási kötelezettségéről
- 208/1996. (XII. 23.) Korm. rendelet 	 a programfinanszírozás körébe vont fejezeti kezelésű előirányzatok megtervezéséről, az ezek felhasználásával megvalósuló kiadások finanszírozásának rendjéről
- 209/1996. (XII. 23.) Korm. rendelet 	 a költségvetés alapján gazdálkodó szervek beszámolási és könyvvezetési kötelezettségéről szóló 54/1996. (IV. 12.) Korm. rendelet módosításáról
- 210/1996. (XII. 23.) Korm. rendelet 	 az államháztartás pénzügyi információs rendszeréről, az államháztartás alrendszereinek tervezési, beszámolási és adatszolgáltatási kötelezettségéről, valamint a központi költségvetés végrehajtásával kapcsolatos egyes kérdésekről szóló 158/1995. (XII. 26.) Korm. rendelet módosításáról
- 211/1996. (XII. 23.) Korm. rendelet 	 az államháztartás alrendszereinek bankszámla-vezetési, pénzellátási, előirányzat-felhasználási, költségvetési befizetési és letéti kezelési, valamint kötelezettségvállalás bejelentési rendjéről
- 212/1996. (XII. 23.) Korm. rendelet 	 a költségvetési szervek tervezésének, gazdálkodásának, beszámolásának rendszeréről szóló 156/1995. (XII. 26.) Korm. rendelet módosításáról
- 213/1996. (XII. 23.) Korm. rendelet 	 az utazásszervező és -közvetítő tevékenységről
- 214/1996. (XII. 23.) Korm. rendelet 	 az utazási és utazást közvetítő szerződésről
- 215/1996. (XII. 23.) Korm. rendelet 	 a lakás-előtakarékosság állami támogatásáról
- 216/1996. (XII. 23.) Korm. rendelet 	 a Magyar Köztársaság Kormánya és a Luxemburgi Nagyhercegség Kormánya között a gyakornokok fogadásáról szóló, Budapesten, 1995. november 3-án aláírt Egyezmény kihirdetéséről
- 217/1996. (XII. 23.) Korm. rendelet 	 a pénzügyminiszter feladat- és hatásköréről szóló 50/1990. (IX. 15.) Korm. rendelet módosításáról
- 218/1996. (XII. 23.) Korm. rendelet 	 a központi beruházások költségvetési előirányzatainak megtervezéséről és az ezek felhasználásával megvalósuló beruházási kiadások finanszírozásának rendjéről szóló 157/1995. (XII. 26.) Korm. rendelet módosításáról
- 219/1996. (XII. 24.) Korm. rendelet 	 a társadalmi-gazdasági és infrastrukturális szempontból elmaradott, illetve az országos átlagot jelentősen meghaladó munkanélküliséggel sújtott települések jegyzékéről
- 220/1996. (XII. 24.) Korm. rendelet 	 az agrárgazdasági célok 1997. évi költségvetési támogatási rendjéről
- 221/1996. (XII. 24.) Korm. rendelet 	 a vámjogról, a vámeljárásról, valamint a vámigazgatásról szóló 1995. évi C. törvény végrehajtásáról rendelkező 45/1996. (III. 25.) Korm. rendelet módosításáról
- 222/1996. (XII. 26.) Korm. rendelet 	 a devizáról szóló 1995. évi XCV. törvény végrehajtásáról rendelkező 161/1995. (XII. 26.) Korm. rendelet módosításáról
- 223/1996. (XII. 26.) Korm. rendelet 	 az egyes pénzbeli szociális ellátások folyósításának és elszámolásának szabályairól szóló 30/1993. (II. 17.) Korm. rendelet módosításáról
- 224/1996. (XII. 26.) Korm. rendelet 	 az egyes adótörvények alkalmazásában a készpénzzel történő fizetés összeghatáráról
- 225/1996. (XII. 26.) Korm. rendelet 	 a súlyos mozgáskorlátozott személyek közlekedési kedvezményeiről szóló 164/1995. (XII. 27.) Korm. rendelet módosításáról
- 226/1996. (XII. 26.) Korm. rendelet 	 a gyermeknevelési támogatás megállapításának szabályairól, valamint a szociális ellátások igényléséhez felhasználható bizonyítékokról szóló 32/1993. (II. 17.) Korm. rendelet módosításáról
- 227/1996. (XII. 26.) Korm. rendelet 	 a személyes gondoskodást nyújtó szociális ellátások térítési díjáról szóló 29/1993. (II. 17.) Korm. rendelet módosításáról
- 228/1996. (XII. 26.) Korm. rendelet 	 a mezőgazdasági őstermelői igazolványról
- 229/1996. (XII. 26.) Korm. rendelet 	 a biztonsági okmányok védelmének rendjéről szóló 86/1996. (VI. 14.) Korm. rendelet módosításáról
- 230/1996. (XII. 26.) Korm. rendelet 	 a magyar-EK Társulási Tanácsnak a Magyar Köztársaság és az Európai Közösségek és azok tagállamai között társulás létesítéséről szóló Európai Megállapodás 62. Cikke (1) bekezdésének (i), (ii) pontja és (2) bekezdése, valamint az e Megállapodás 2. számú, az ESZAK-termékekről szóló Jegyzőkönyve 8. Cikke (1) bekezdésének (i), (ii) pontja és (2) bekezdése végrehajtási szabályainak elfogadása tárgyában hozott 2/96. számú határozata kihirdetéséről
- 231/1996. (XII. 26.) Korm. rendelet 	 a közforgalmú személyszállítási utazási kedvezményekről szóló 13/1991. (I. 18.) Korm. rendelet módosításáról
- 232/1996. (XII. 26.) Korm. rendelet 	 a vizek kártételei elleni védekezés szabályairól
- 233/1996. (XII. 26.) Korm. rendelet 	 a veszélyes anyagokkal és a veszélyes készítményekkel kapcsolatos eljárás szabályairól
- 234/1996. (XII. 26.) Korm. rendelet 	 az Országos Vízügyi Főigazgatóság, valamint a vízügyi igazgatóságok feladat- és hatásköréről
- 235/1996. (XII. 26.) Korm. rendelet 	 a Magyar Köztársaság Kormánya és a Kazak Köztársaság Kormánya között Budapesten, 1996. október 7-én aláírt kulturális együttműködési egyezmény kihirdetéséről
- 236/1996. (XII. 26.) Korm. rendelet 	 a Magyar Köztársaság Kormánya és a Kazak Köztársaság Kormánya között a diplomata és szolgálati útlevéllel rendelkező állampolgáraik kölcsönös vízummentességéről szóló megállapodás kihirdetéséről
- 237/1996. (XII. 26.) Korm. rendelet 	 a közalkalmazottak jogállásáról szóló 1992. évi XXXIII. törvény szociális, egészségügyi, család-, gyermek- és ifjúságvédelmi ágazatban történő végrehajtásáról szóló 113/1992. (VII. 14.) Korm. rendelet módosításáról
- 238/1996. (XII. 26.) Korm. rendelet 	 az egészségügy társadalombiztosítási finanszírozásának egyes kérdéseiről szóló 103/1995. (VIII. 25.) Korm. rendelet módosításáról
- 239/1996. (XII. 27.) Korm. rendelet 	 a kötelező legkisebb munkabér (minimálbér) megállapításáról
- 240/1996. (XII. 27.) Korm. rendelet a központi költségvetési szervek központosított közbeszerzési rendszerében országosan kiemelt termékek állami normatíváiról
- 241/1996. (XII. 27.) Korm. rendelet 	 a központi költségvetési szervek központosított közbeszerzéseinek részletes szabályairól szóló 125/1996. (VII. 24.) Korm. rendelet módosításáról
- 242/1996. (XII. 27.) Korm. rendelet 	 a kézilőfegyverekről és lőszerekről, a gáz- és riasztófegyverekről, valamint a légfegyverekről és a lőterekről szóló 115/1991. (IX. 10.) Korm. rendelet módosításáról és kiegészítéséről

### Egyéb fontosabb jogszabályok

#### Miniszteri rendeletek

##### Január
- 1/1996. (I. 9.) FM—NM—IKM együttes rendelet Az élelmiszerekről szóló 1995. évi XC. törvény végrehajtásáról [1]
- 2/1996. (I. 9.) FM rendelet A Földművelésügyi Minisztérium szolgálati titokkörének megállapításáról
- 1/1996. (I. 9.) MüM rendelet A külföldiek magyarországi munkavállalásának engedélyezéséről szóló 7/1991. (X. 17.) MüM rendelet módosításáról
- 1/1996. (I. 9.) MKM rendelet  A Művelődési és Közoktatási Minisztérium szolgálati titokkörének megállapításáról
- 1/1996. (I. 9.) PM rendelet a Vámtarifa Magyarázatról szóló 23/1990. (XII. 3.) PM rendelet módosításáról
- 2/1996. (I. 9.) PM—IKM együttes rendelet A vámjog részletes szabályainak megállapításáról és a vámeljárás szabályozásáról sZóló 39/1976. (XI. 10.) PM—KkM együttes rendelet módosításáról

##### Március
- 10/1996. (III. 25.) PM rendelet A vámtörvény végrehajtásának részletes szabályairól

##### Július
- 11/1996. (VII. 4.) KTM rendelet a környezetvédelmi megbízott alkalmazási és képesítési feltételeiről
- 6/1996. (VII. 16.) MüM rendelet a foglalkoztatást elősegítő támogatásokról, valamint a Munkaerőpiaci Alapból foglalkoztatási válság-helyzetek kezelésére nyújtható támogatásról

##### Augusztus
- 27/1996. (VIlI. 28) NM rendelet a foglalkozási betegségek és fokozott expozíciós esetek bejelentéséről

##### Október
- 33/1996. (X. 1.) NM rendelet az egészségügyi dolgozók rendtartásáról szóló 11/1972. (VI. 30.) EüM rendelet módosításáról
- 27/1996. (X. 4.) FM rendelet A földművelésügyi ágazathoz tartozó szakképesítésekre szervezhető mesterképzés szakmai és vizsga-követelményeinek kiadásáról
- 46/1996. (X. 4.) IKM rendelet Egyes árrendeletek módosításáról
- 47/1996. (X. 4.) IKM rendelet A földgáz és a villamos energia árának szabályozásával kapcsolatos egyes miniszteri rendeletek módosításáról
- 21/1996. (X. 4.) KHVM rendelet Az Árvízvédelmi és Belvízvédelmi Központi Szervezet megszűnésével, az Árvízvédelmi és Belvízvédelmi Központi Szervezet Közhasznú Társaság alapításával összefüggő jogutódlásokról
- 36/1996. (X. 15.) NM rendelet a klinikai szakápoló (epidemiológiai szakápoló) szakképesítés szakmai és vizsgáztatási követelmények kiadásáról
- 37/1996. (X. 18.) NM rendelet a közfürdők létesítésének és üzemeltetésének közegészségügyi feltételeiről

##### November
- 22/1996. (XI. 29.) KHVM rendelet az állam kizárólagos tulajdonában levő vizek és vízilétesítmények jegyzékének közzétételéről

##### December
- 30/1996. (XII. 6.) BM rendelet a tűzvédelmi szabályzat készítéséről
- 29/1996. (XII. 17.) PM rendelet a települési önkormányzat hatáskörébe tartozó adók és adók módjára behajtandó köztartozások nyilvántartásáról, kezeléséről és elszámolásáról szóló 13/1991. (V. 21.) PM rendelet módosításáról
- 38/1996. (XII. 28.) PM rendelet A befektetési szolgáltató, az elszámolóház és a tőzsde tájékoztatási kötelezettségéről

#### Kormányhatározatok

##### Október
- 1102/1996. (X. 4.) Korm. határozat Az Állami Privatizációs és Vagyonkezelő Részvénytársaságot érintő intézkedésekről